# Дорваліно Алвіс Масіел
Дорваліно Алвіс Масіел (порт. Dorvalino Alves Maciel), більш відомий як Ліно (порт. Lino, нар. 1 червня 1977, Сан-Паулу) — бразильський футболіст, що грав на позиції захисника, у тому числі за низку європейських клубів.

## Ігрова кар'єра
У дорослому футболі дебютував 1997 року виступами за «Корінтіанс». Надалі виступав за низку бразильських клубів, проте в жодному з них надовго не затримався. 
Влітку 2006 року підписав контракт з португальською «Академікою», в якій провів один сезон.
Своєю грою привернув увагу представників тренерського штабу «Порту», до складу якого приєднався 2007 року. Відіграв за клуб з Порту наступні півтора сезони своєї ігрової кар'єри, ставши з командою чемпіоном країни.
До складу клубу ПАОК приєднався в січні 2009 року. Відіграв за клуб з Салонік п'ять з половиною сезонів, протягом яких був основним гравцем захисної лінії команди.
2014 повернувся до Португалії, де провів декілька ігор за «Академіку», а наступного року відіграв 4 матчі на батьківщині у складі «Лондрини», після чого вирішив завершити ігрову кар'єру.

## Досягнення
- Чемпіон штату Санта-Катаріна: 2002
- Чемпіон штату Ріо-де-Жанейро: 2005
- Чемпіон Португалії (1):  2007—08